# Détroit de Floride
Le détroit de Floride (en anglais : Straits of Florida ; en espagnol : Estrecho de Florida) est un bras de mer de l'océan Atlantique en forme de « L » inversé qui longe la péninsule de Floride, la séparant de l'île de Cuba au sud, et des Bahamas à l'est. Le détroit ouvre sur le golfe du Mexique à son entrée ouest. Dans le passé, il s'est aussi appelé Nouveau canal de Bahama (les Espagnols ayant abandonné la route du vieux canal de Bahama), ou encore détroit de Bimini.

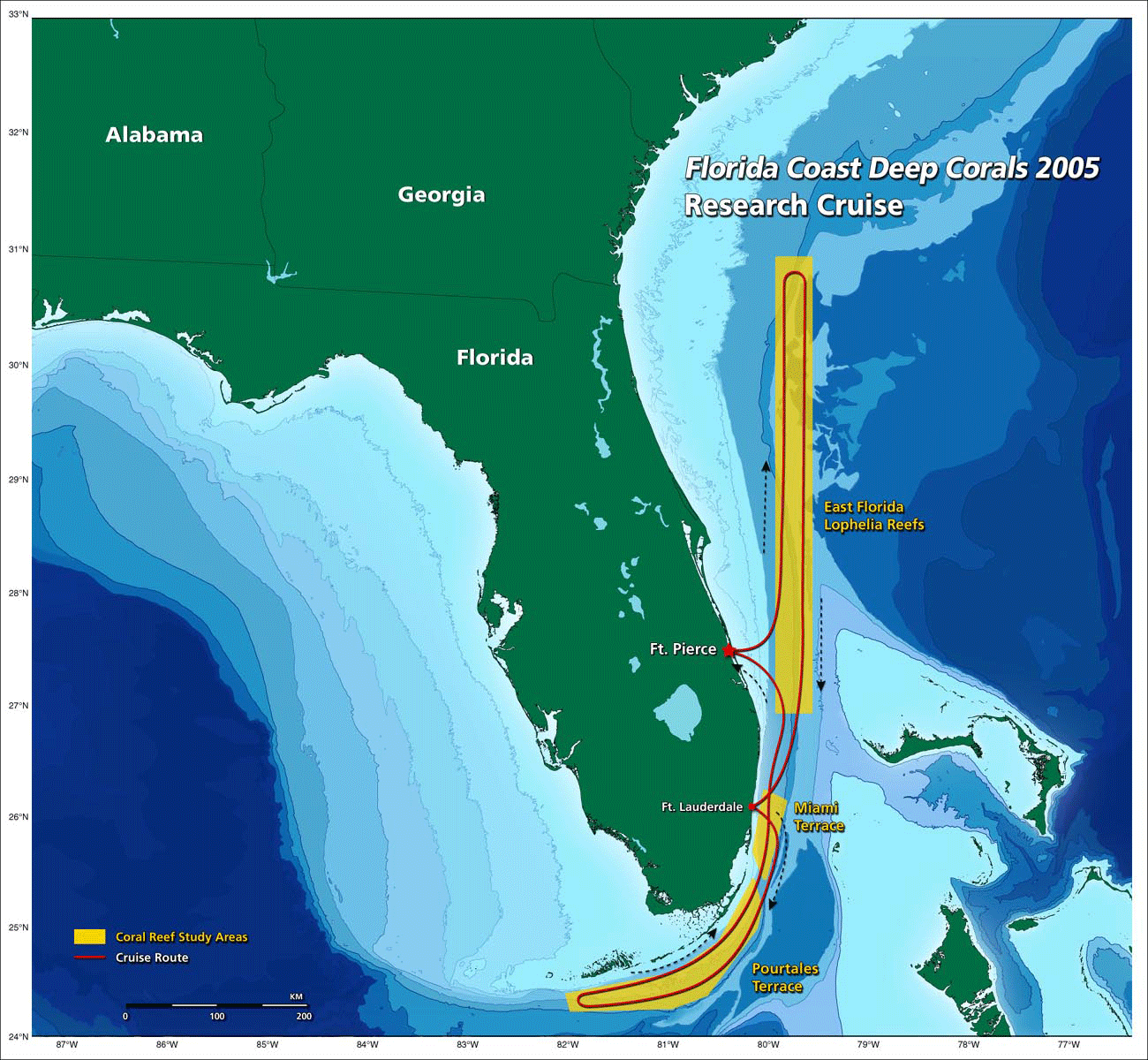
Le détroit de Floride, entre le Sud-Est de la Floride et les Bahamas, et entre les cayes de Floride et Cuba
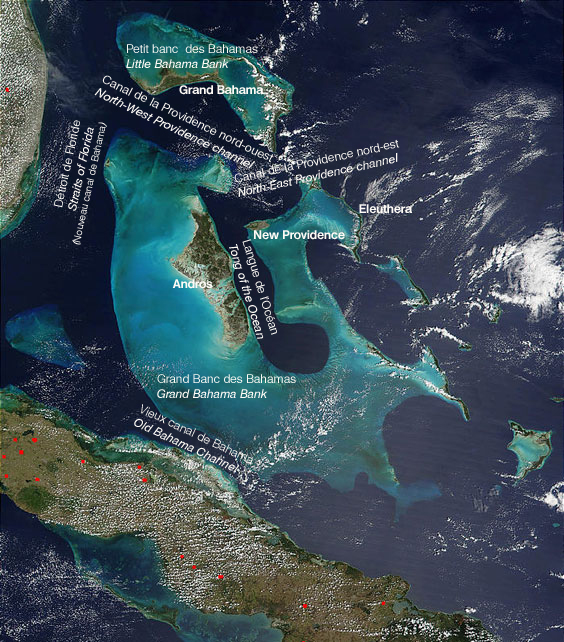
Détroits et autres passages aux environs des Bahamas, Floride et Cuba

## Géographie
Le détroit mesure 550 km de longueur sur une largeur moyenne de 152 km et pour une profondeur atteignant plus de 1 800 m près de Cuba, — profondeurs insoupçonnées seulement quelques dizaines d'années auparavant : en 1959 on parle encore de maximum avoisinant 1 800 m. 

Il sépare les keys (depuis Dry Tortugas jusqu'à Virginia Key) et la côte orientale de Floride d'une part, de Cuba et des îles bahaméennes Andros, South Bimini, North Bimini et Grand Bahama d'autre part. Il longe le côté ouest des bancs des Bahamas (voir carte et photo satellite ci-dessus). 

Il est le point de passage du courant de Floride, un courant chaud venant du golfe du Mexique à l'ouest, qui se joint ensuite au courant des Antilles pour former le Gulf Stream.
La baie de Matanzas (es) sur Cuba, située à l'extrémité ouest de l'archipel Sabana-Camagüey et à moins de 20 km à l'ouest de Varadero sur la péninsule de Hicacos, s'ouvre directement sur le détroit de Floride. Les 7 et 8 septembre 1628, cette baie a été le théâtre d'une notable victoire navale des Hollandais sur les Espagnols.

### Sol, coraux et courants
Une grande partie de son sol est recouverte de coraux d'eau froide formant des reliefs remarquables. Ces profondeurs, notamment du côté des bancs des Bahamas, sont parsemées de collines de corail vivantes, très variées dans leurs formes, leurs tailles et leur orientation générale. Les caractéristiques individuelles de leur morphologie et leur développement ont longtemps été attribuées essentiellement au régime des courants ; mais une étude de 2011 montre qu'il n'y a pas ou peu de corrélation entre ces courants et les caractéristiques de ces collines de corail, mais que les taux relatifs de sédimentation sont le facteur dominant. Entre également en jeu un courant juste au-dessus du fond marin, qui coule dans le sens nord-sud mais dont le sens de circulation s'inverse approximativement toutes les six heures ; de plus pendant la période d'inversion il présente des déviations occasionnelles et intermittentes. Ce courant profond, avec ces caractéristiques complexes, serait un élément dominant quant à la formation, morphologie et orientation des collines de corail.

## Exploitation
Les droits sur les gisements de pétrole et de gaz naturel situés dans ce détroit ont été divisés entre les États-Unis et Cuba par un traité conclu en 1977.

## Traversée
La traversée à la nage du détroit a été réalisée par l'Australienne Susie Maroney (en) (avec cage anti-requins) en 1997 et l'Américaine Diana Nyad (sans cage anti-requins) en 2013. Cette dernière a mis, à 64 ans, 52 heures et 54 minutes pour parcourir les 170 kilomètres entre La Havane et Key West.